# وميض منير
وميض منير ولد عام 1961 وهو مدرب عراقي ولاعب كرة قدم دولي سابق. شارك في بطولة الرجال في دورة الالعاب الاولمبية الصيفية 1984. أيضاً يعمل كمحلل في قنوات الدوري والكاس.

## الأهداف الدولية
أهداف منتخب العراق لكرة القدم
| #  | تاريخ        | مكان                                     | الخصم  | أحرز هدفا | نتيجة | منافسة                 |
| -- | ------------ | ---------------------------------------- | ------ | --------- | ----- | ---------------------- |
| 1. | 29 مارس 1985 | ملعب الملك عبد الله الثاني، عمان، الأردن | الأردن | 1 –0      | 3-2   | تصفيات كأس العالم 1986 |

## التدريب

### قام بتدريب نادي الطلبة
- الفائزون بالدوري العراقي الممتاز (3): 1980-81، 1981-82، 1985-86

### دولي
- كأس فلسطين للشباب : 1983 مع منتخب العراق تحت 20 سنة
- كأس الميرليون : 1984 مع منتخب العراق

## روابط خارجية
- العراق - سجل اللاعبين الدوليين على موقع rsssf.com
- FÚTBOL OLIMPICO 1984 في Anotandofutbol (بالإسبانية)